# Für Elise
„Für Elise” este o bagatelă pentru pian, în La minor, WoO 59, compusă de Ludwig van Beethoven, în jurul anului 1810.
Lucrarea este supranumită Für Elise deoarece pe manuscrisul original scria Für Elise am 27 April zur Erinnerung von L. v. Bthvn (Pentru Elise, în 27 aprilie, ca amintire de la L. v. Bthvn). Nu se știe cu exactitate cine a fost Elise. Totuși, unii specialiști, între care și Max Unger, au sugerat că ar fi trebuit să se numească Für Therese, deoarece manuscrisul a fost găsit în posesia lui Therese von Brunswick, de care se îndrăgostise Beethoven.
Alți specialiști cred că ar fi vorba de Therese Malfatti von Rohrenbach zu Dezza (1792–1851), o elevă a lui Beethoven, pe care acesta a cerut-o de soție în 1810, fiind refuzat. Această Therese, care era fiica unui bogat comerciant vienez, Jacob Malfatti von Rohrenbach (1769–1829), s-a măritat ulterior cu nobilul și omul de stat austriac Wilhelm von Droßdik (1771–1859).
Muzicologul german Klaus Martin Kopitz susține că este vorba despre Elisabeth Röckel, căreia apropiații îi spuneau Elise, o cântăreață germană venită la Viena în 1807 sau 1808. Cântăreața era sora lui Joseph August Röckel, cântărețul care a interpretat rolul lui Florestan în opera Fidelio, într-un spectacol dirijat chiar de Beethoven.

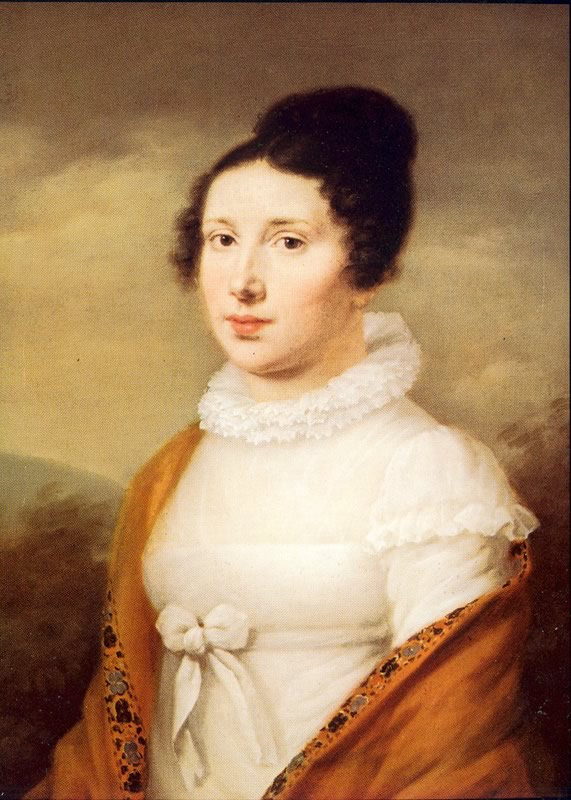
Elisabeth Röckel

În România, partitura a fost republicată de Casa de Editură GRAFOART, în 2006 și 2008.